# Carrollia
Carrollia é um subgénero do Género Culex, pertencente à família Culicidae.